# Dirty Rice
Dirty Rice is het zesde en meest recente studioalbum van de Amerikaanse ska-punkband Mad Caddies. Het album werd uitgegeven op 13 mei 2014 door Fat Wreck Chords. Het is het eerste studioalbum van de band in zeven jaar tijd, nadat Keep It Going werd uitgegeven in 2007. Gedurende deze tijd heeft de band 25 nummers geschreven en opgenomen, waarna de bandleden samen met Fat Mike, de eigenaar van Fat Wreck Chords, in september 2013 een selectie maakten van twaalf nummers die op het album zouden verschijnen.

## Nummers
1. "Brand New Scar" - 4:03
2. "Love Myself" - 2:49
3. "Down and Out" - 4:41
4. "Shoot Out the Lights" - 3:19
5. "Dangerous" - 3:12
6. "Bring It Down" - 2:27
7. "Shot in the Dark" - 3:56
8. "Little Town" - 3:37
9. "Airplane" - 2:48
10. "Callie's Song" - 3:43
11. "Back to the Bed" - 3:27
12. "Drinking the Night Away" - 3:06

## Band
- Graham Palmer - zang, basgitaar
- Todd Rosenberg - drums
- Sascha Lazor - gitaar, banjo
- Dustin Lanker - piano, orgel
- Eduardo Hernandez - trombone
- Keith Douglas - trompet, trombone, zang
- Chuck Robertson - zang, gitaar